# Lévy-Verteilung
Lévy-Verteilungen (benannt nach dem französischen Mathematiker Paul Lévy) sind eine Familie von Wahrscheinlichkeitsverteilungen mit der besonderen Eigenschaft eines jeweils unendlichen Erwartungswerts.

## Definition

Lévy-Dichtefunktionen verschiedener Skalierung und μ=0

Die Dichtefunktion der Lévy-Verteilungen lautet
{\displaystyle f(x)={\sqrt {\frac {\gamma }{2\pi }}}\cdot {\frac {1}{(x-\mu )^{3/2}}}\cdot \exp \left(-{\frac {\gamma }{2(x-\mu )}}\right),\quad x>\mu },
mit den beiden Parametern {\displaystyle \gamma >0}, {\displaystyle \mu \in \mathbb {R} }.
- {\displaystyle \mu } ist ein Lageparameter und definiert die Position auf der {\displaystyle x}-Achse;
- {\displaystyle \gamma } ist ein Skalenparameter (Stauchung für {\displaystyle \gamma <1}; Streckung für {\displaystyle \gamma >1}).

## Standard-Lévy-Verteilung
Die Standard-Lévy-Verteilung ist die Lévy-Verteilung mit den Parameterwerten {\displaystyle \gamma =1,\mu =0}; ihre Dichtefunktion lautet damit:
{\displaystyle f(x)={\frac {1}{\sqrt {2\pi \cdot x^{3}}}}\cdot e^{-{\frac {1}{2x}}},\quad x>0}.

## Eigenschaften
Die Standard-Lévy-Verteilung gehört (wie die Normalverteilung und die Cauchy-Verteilung) zur übergeordneten Familie der alpha-stabilen Verteilungen, d. h., sie erfüllt die Bedingung:
{\displaystyle (X_{1}+X_{2}+\dotsb +X_{n})\sim n^{1/\alpha }X}
(hier mit {\displaystyle \alpha =1/2}) für alle unabhängigen Standard-Lévy-verteilten Zufallsgrößen {\displaystyle X_{1},X_{2},\ldots ,X_{n},X}. Da die Theorie der {\displaystyle \alpha }-stabilen Verteilungen maßgeblich von Lévy mitgestaltet wurde, spricht man, um Verwechslungen vorzubeugen, auch oft von der eigentlichen Lévy-Verteilung.
Die Verteilungsfunktion {\displaystyle F_{\mu ,\gamma }} der Lévy-Verteilung mit Lageparameter {\displaystyle \mu \in \mathbb {R} } und Skalenparameter {\displaystyle \gamma >0} kann explizit angegeben werden; bezeichne dazu {\displaystyle \Phi (z)=\int _{-\infty }^{z}{\frac {1}{\sqrt {2\pi }}}\mathrm {e} ^{-{\frac {t^{2}}{2}}}\,\mathrm {d} t} die Verteilungsfunktion der Standardnormalverteilung, dann gilt
{\displaystyle F_{\mu ,\gamma }(x)={\begin{cases}0&{\text{für }}x\leq \mu ,\\2{\big (}1-\Phi {\big (}{\sqrt {\frac {\gamma }{x-\mu }}}{\big )}{\big )}&{\text{für }}x>\mu .\end{cases}}}
Sei {\displaystyle Z} eine standardnormalverteilte Zufallsvariable, dann folgt die Zufallsvariable
{\displaystyle X:=\mu +{\frac {\gamma }{Z^{2}}}}
der Lévy-Verteilung mit Lageparameter {\displaystyle \mu \in \mathbb {R} } und Skalenparameter {\displaystyle \gamma >0}.

## Momente
Die Lévy-Verteilung besitzt keinen endlichen Erwartungswert, denn es gilt {\displaystyle \operatorname {E} (|X|)=\infty }.
Die Lévy-Verteilung gehört somit zu den Verteilungen mit schweren Rändern, die vor allem dazu verwendet werden, extreme Ereignisse (z. B. einen Börsencrash in der Finanzmathematik) zu modellieren.

## Anwendung
Mit der Lévy-Verteilung lassen sich verschiedene Phänomene insbesondere in der Natur beschreiben:
- Verlauf von Börsenkursen[1]
- Umpolung des Erdmagnetfeldes[2]
- Intervalle zwischen aufeinander folgenden Tönen in Melodien[3]
- Pfade von Wildtieren bei der Futtersuche[4]
- Teilchenbewegungen in turbulenten Strömungen[5]